# اسطوره‌شناسی هیتی
اسطوره‌شناسی هیتی یا اسطوره‌ها یا افسانه‌ها و مذهبِ هیتی (انگلیسی: Hittite mythology) باورها و اعمال مذهبی هیتی‌ها بود که از سال ۱۶۰۰ تا ۱۸۰۰ پیش از میلاد مسیح یک امپراتوری را در ترکیه کنونی ایجاد کردند.
بسیاری از روایت‌ها و پدیده‌های اسطوره‌ای هیتی گم شده‌اند، و عناصری که می‌توانند اطلاعاتی از مذهب هیتی ارائه دهند در میان الواح کشف‌شده در پایتخت هیتی‌ها خاتوشا و دیگر مکان‌های هیتی وجود ندارند؛ بنابراین «هیچ کتاب مقدس متعارف، هیچ بحث یا گفتمان الهیاتی، و هیچ اثری برای نشان دادن رسوم آن‌ها وجود ندارد». برخی از اسناد مذهبی شامل مجموعه‌ای مختصر است که کاتبان دیوانی با آن‌ها آموزش می‌دیدند، و باقی مانده‌اند، که بیشتر مربوط به چند دهه گذشته و پیش از آتش‌سوزی‌های مکان‌ها است. کاتبان اداره سلطنتی، که برخی از آرشیوهای آن‌ها برجای مانده است، یک بوروکراسی را شامل می‌شدند، که سازماندهی و حفظ مسئولیت‌های سلطنتی مانند سازمان معبد، اداره فرقه و گزارش‌های پیش‌گویان را در مناطقی که امروزه بخشی از جغرافیای این دین می‌شوند به عهده داشتند.
درک اساطیر هیتی به خوانش سنگ‌تراشی‌های به‌جامانده، رمزگشایی از نمادشناسی نشان‌داده‌شده در سنگ‌های مهر، تفسیر نقشه‌های زمین معبدها بستگی دارد: علاوه بر این، تصاویری از خدایان وجود دارد، زیرا هیتی‌ها اغلب خدایان خود را از طریق سنگ‌های هوواسی می‌پرستیدند. این سنگ‌ها معرف خدایان بودند و به‌عنوان اشیاء مقدس با آن‌ها رفتار می‌شد. خدایان اغلب در حالت ایستاده بر پشت جانوران به تصویر کشیده می‌شدند، یا ممکن است در شکل جانوری قابل شناسایی باشند.

## خدایان هیتی
هیتی‌ها به «هزار خدا» ی خود اشاره می‌کردند که تعداد زیادی از آن‌ها در کتیبه‌ها دیده می‌شد، اما امروزه چیزی جز نام آن‌ها نمانده است. این تعدد به مقاومت هیتی‌ها در برابر تلفیق‌گرایی نسبت داده شده است: بکمن (۱۹۸۹) مشاهده می‌کند که «بسیاری از شهرهای هیتی خدایان فردی نگهداری می‌کردند و از داشتن خدایان محلی به‌عنوان مظاهر یک شخصیت ملی اجتناب می‌کردند.» کثرت بدون شک ساخته سطحی از محلی‌سازی سیاسی-اجتماعی در درون «امپراتوری» هیتی است که به راحتی قابل بازسازی نیست.

در سدهٔ سیزده پیش از میلاد برخی تلاش‌ها در جهت تلفیق در کتیبه‌ها دیده می‌شود. ملکه و کاهن پودوهپا روی سازماندهی و منطقی کردن دین مردم خود کار می‌کردند. او در کتیبه‌ای چنین استناد می‌کند:
الهه خورشید آرینا، بانوی من، تو ملکه همه سرزمینی! در سرزمین هیتی شما نام الهه خورشید آرینا را برگزیده‌اید، اما در مورد سرزمینی که از سرو ساخته‌اید،  نام هپات را برگزیده‌اید. 
اسطوره‌های هیتی شامل تعداد زیادی از شخصیت‌ها می‌شود.